# Vuurstaartastrild
De vuurstaartastrild (Stagonopleura bella) is een in Australië voorkomende zangvogel uit de familie van de prachtvinken.

## Kenmerken
De 10 tot 13 cm lange en tot 14 gram zware vuurstaartastrild is een kleine gedrongen vogel en met deze maten ook net iets kleiner dan de diamantvink (Stagonopleura guttata). Mannen en poppen zijn op het eerste oog gelijk aan elkaar, maar met enige moeite wel van elkaar te onderscheiden.
Het verendek is overwegend olijfkleurig. De witte borst wordt gemarkeerd door een fijn zwart overdwars strepenpatroon. De kop is voorzien van een zwart masker met lichtblauwe ringen om de ogen en een brede roodgekleurde snavel. De romp van het dier is purperrood en de pootjes zijn lichtroze van kleur. De vleugels zijn kort en stomp, evenals de staart. Juveniele vuurstaartastrilden zijn aanzienlijk minder kleurrijk, hebben een kleiner masker om de ogen en een donkerkleurige snavel.

## Verspreiding en leefgebied
De vuurstaartastrild is inheems in het Zuidoosten van Australië. Zijn verspreidingsgebied strekt zich uit van Newcastle ten noorden van Sydney tot op Kangaroo-eiland in Zuid-Australië. Het meest talrijk is de soort echter in Tasmanië en op omliggende eilanden. De biotoop van het dier bevindt zich in dicht bij de zee gelegen heidevelden, bossen en struikgewas en altijd in de directe nabijheid van water gelegen. De vuurstaartastrild is een standvogel en onderneemt alleen kortere reizen.
De soort telt drie ondersoorten:
- S. b. bella: zuidoostelijk Australië en Tasmanië.
- S. b. interposita: van zuidelijk tot zuidoostelijk Australië.
- S. b. samueli: het zuidelijke deel van Centraal-Australië.

De soort staat enigszins onder druk van het rooien van kreupelgewas voor de bouw van woningen en in nabijheid van menselijke bebouwing valt de vogel ook geregeld ten prooi aan de huiskat.

## Gedrag
De vuurstaartastrild voedt zich hoofdzakelijk met graszaden en zaden van Casuarina- en Melaleuca-soorten. Van tijd tot tijd vullen slakken en insecten het dieet aan. De vogels leven gewoonlijk in paartjes of in groepjes van tot twintig individuen.
De vuurstaartastrild produceert een klaaglijke, schrille roep: "wiiiiiiii", dat wat betreft de toon erg lijkt op de roep van de verwante diamantvink, maar slechts uit één noot bestaat. Ook brengt de vogel een roep voort van 2 à 3 noten, met een dalende triller die als volgt is neer te schrijven: "piiii-oo, piiii-oo."

## Voortplanting
In de broedperiode die van oktober tot januari duurt, nestelt de vuurstaartastrild in dicht gebladerte vlak bij de grond. Het nest wordt van grashalmen en twijgjes gebouwd en binnenin met veertjes bekleed. Het heeft grofweg de vorm van een fles op zijn kant met een lange tunnelachtige opening aan de zijkant die in de bolvormige broedkamer uitkomt.
De pop en de man bouwen het nest gezamenlijk, bebroeden 12-14 dagen lang om beurten de 5-8 eieren en voeren beiden de kuikens. Deze verlaten na ongeveer 15-17 dagen het nest en na nog vier weken buiten het nest door de oudervogels gevoerd te zijn zijn ze op zichzelf aangewezen. Als ze 9-12 maanden oud zijn worden ze geslachtsrijp.